# Pseudovalsaria
Pseudovalsaria — рід грибів родини Boliniaceae. Назва вперше опублікована 1986 року.

## Класифікація
Згідно з базою MycoBank до роду Pseudovalsaria відносять 4 офіційно визнаних види:
- Pseudovalsaria allantospora
- Pseudovalsaria ferruginea
- Pseudovalsaria foedans
- Pseudovalsaria peckii